# 布吕什河
布吕什河（法語：Bruche，發音：[bʁyʃ] ⓘ）是法国大東部大區下莱茵省的河流，是伊尔河的左支流，长76.7千米。